# グイ・ゲデス
ギリェルメ・"グイ"・ボルゲス・ゲデス（Guilherme "Gui" Borges Guedes、2002年4月17日 - ）は、ポルトガル・サンタ・マルタ・デ・ペナギアン出身のサッカー選手。UDアルメリア所属。ポジションはMF。

## クラブ経歴
ヴィラ・レアル県のサンタ・マルタ・デ・ペナギアンに生まれ、2012年にヴィトーリア・ギマイランスの下部組織に入団した。2021年7月26日、タッサ・ダ・リーガのレイションイスSC戦にて、トップチームデビューを果たした。
2022年6月23日、ラ・リーガに昇格したUDアルメリアに6年契約で完全移籍をした。